# Маркт-Реттенбах
Маркт-Реттенбах (нім. Markt Rettenbach) — громада в Німеччині, знаходиться в землі Баварія. Підпорядковується адміністративному округу Швабія. Входить до складу району Унтеральгой.
Площа — 51,45 км2. Населення становить 3876 ос. (станом на 31 грудня 2020).